# Elektronisches Fachverfahren
Elektronische Fachverfahren, auch IT-Fachverfahren oder kurz Fachverfahren, sind Werkzeuge des Informationsmanagements, die in der Verwaltung – insbesondere der öffentlichen Verwaltung – eingesetzt werden. Es handelt sich um IT-gestützte Verfahren, die dazu dienen, bestimmte Fachprozesse in einem bestimmten Bereich einer öffentlichen Verwaltung zu unterstützen.

## Definition
Elektronische Fachverfahren sind „technische Informationssysteme (Computerprogramme) auf der Basis von Datenbanken, die [...] der Erfüllung einer oder mehrerer konkreter Verwaltungsaufgaben dienen“. Ein Fachverfahren kann aus verschiedenen Komponenten bestehen, wie beispielsweise Datenbanken, Software-Anwendungen und Schnittstellen, die es ermöglichen, Daten zwischen verschiedenen Systemen auszutauschen.
Im Unterschied zur Akte, mit deren Hilfe eine Vielzahl individueller (unstrukturierter) Prozesse bearbeitet werden kann, sind Fachverfahren besonders zur Bearbeitung gleichförmiger (strukturierter) Prozesse geeignet. Diese Spezialisierung bringt eine höhere Effizienz bei der Erledigung von Aufgaben mit sich, sodass sich Akte und Fachverfahren als Werkzeuge der Verwaltung ergänzen.
Fachverfahren gibt es mindestens seit den 1950er Jahren, allerdings wurden damals noch Karteien bzw. Lochkarten zur Unterstützung und Ausführung von Verwaltungsaufgaben genutzt. Erst später kamen Großrechneranlagen und hierarchische Datenbanksysteme zum Einsatz.

## Entwicklung von Fachverfahren
Elektronische Fachverfahren werden nur in seltenen Fällen in der Verwaltung selbst entwickelt und betrieben. Stattdessen wird die Software oftmals von externen Dienstleistern eingekauft. Ausnahmen sind beispielsweise die auf der Plattform openCode verfügbare Open-Source-Software GA-Lotse für Gesundheitsämter (entwickelt vom Gesundheitsamt der Stadt Frankfurt am Main) oder die von der Senatskanzlei Hamburg entwickelte Low-Code-Software MODUL-F.
Es gibt viele öffentliche wie private Unternehmen, welche Fachverfahren entwickeln und in dieser Rolle als Fachverfahrenshersteller bezeichnet werden.
Viele Fachverfahren werden von kommunalen IT-Dienstleistern entwickelt, da diese oftmals „Inhouse-fähig“ sind und die Kommunalverwaltungen sie daher ohne wettbewerbliche Vergabeverfahren wie Ausschreibungen direkt beauftragen können. Die Aufträge sind mehrwertsteuerfrei und verursachen einen geringeren organisatorischen Aufwand, da keine Vergabeverfahren durchgeführt werden müssen. 2022 gab es 59 kommunale IT-Dienstleister, Beispiele dafür sind die Anstalt für Kommunale Datenverarbeitung in Bayern, Komm.ONE in Baden-Württemberg, ekom21 in Hessen, der DIKOM in Brandenburg, das ITDZ in Berlin oder Dataport für Hamburg, Schleswig-Holstein, Bremen und Sachsen-Anhalt.
Eine Umfrage unter 33 kommunalen IT-Dienstleistern im Jahr 2021 zeigte, dass der Betrieb von Fachverfahren 53 % der Umsatzanteile ausmachte.

## Beispiele für die Anwendung von Fachverfahren der Verwaltung
Es gibt eine Vielzahl von Fachverfahren in unterschiedlichen Teilbereichen innerhalb der öffentlichen Verwaltung. Im Diensteverzeichnis der öffentlichen Verwaltung (DVDV) sind bundesweit etwa 30.000 Fachverfahren registriert. Beispiele für die Anwendung von Fachverfahren sind z. B. folgende Verwaltungsleistungen:
- Beantragung von Kindergeld
- Beantragung von Elterngeld
- Jugendwesen
- Wohngeld
- Anmeldung eines Kfz
- Fahrererlaubniswesen
- Nachweisführung
- Registerführung
- Berechnung von Steuern
- Bewirtschaftung von Personalausgaben
- Einwohnermeldewesen
- Ausländerwesen
- Gewerbe-, Pass- und Ausweiswesen
- Kataster- und Vermessungswesen
- Geoinformationssysteme
- Ratsinformationssysteme
- Bearbeitung von Bauanträgen
- Friedhofsverwaltung